# Primaticcio (stacja metra)
Primaticcio – stacja metra w Mediolanie, na linii M1. Znajduje się na via Francesco Primaticcio, w Mediolanie i zlokalizowana jest pomiędzy stacjami Bande Nere i Inganni. Została otwarta w 1975.